# Barry Bostwick
Pour les articles homonymes, voir Bostwick.
Barry Bostwick est un acteur américain né le 24 février 1945 à San Mateo (Californie).

## Biographie
Barry Bostwick est né à San Mateo, en Californie. Il est le fils de Berry et Henry « Bud » Bostwick, Jr, lui aussi acteur. Son seul frère, Henry « Pete » Bostwick, a été tué dans un accident de voiture le 20 juin 1973. Barry Bostwick a suivi des études d'art dramatique à l'université de San Diego en 1967. Et commença « à brûler les planches » au Hillbarn Theater aujourd'hui localisé à Foster City. Il travailla également comme artiste de cirque.
Il commença sa carrière en faisant un remplacement dans le show Salvation. En 1972, il créa le rôle de Danny Zuko dans la production scénique de Grease, pour laquelle il est nommé aux Tony Awards.
En 1975, il joue avec Tim Curry et Susan Sarandon dans le Rocky Horror Picture Show, dans lequel il incarne le héros, Brad Major. C'est sûrement le rôle qui marqua le plus sa carrière. Il obtient en 1976 un Tony Award pour sa performance dans la comédie musicale The Robber Bridegroom (en), d'après un roman de Eudora Welty. 
Il participe à de nombreux films et téléfilms dans les années 1980, dont Megaforce.
Ses apparitions récentes se font plutôt à la télévision avec un rôle de 1996 à 2002 dans la série Spin City, où il donne la réplique à Michael J. Fox.
Il a également fait de nombreuses apparitions dans différentes séries dont Drôles de dames et Ugly Betty.
Il joue un rôle important dans un épisode de Cold Case consacré au Rocky Horror Picture Show. 
Dans la saison 3 de Scrubs, il joue un patient atteint d'un cancer de la prostate, cancer qu'il a lui-même vaincu quelque temps auparavant.
En 2010, il apparaît aux côtés de Meat Loaf en guest star dans l'épisode de Glee consacré au Rocky Horror Picture Show.

## Filmographie

### Cinéma
- 1971 : Jennifer on My Mind de Noel Black : Nanki
- 1973 : La Planète sauvage de René Laloux : Narrator (version anglaise)
- 1974 : Road Movie de Joseph Strick : Hank
- 1975 : The Wrong Damn Film de Carson Davidson : Alex Rounder
- 1975 : The Rocky Horror Picture Show de Jim Sharman : Brad Majors - A Hero
- 1978 : Folie Folie (Movie Movie) de Stanley Donen : Johnny Danko / Dick Cummings
- 1982 : Megaforce de Hal Needham : Commander Ace Hunter
- 1990 : Joseph and His Brothers (vidéo) : Joseph (voix)
- 1992 : Russian Holiday (en) de Greydon Clark : Grant Ames
- 1993 : Weekend at Bernie's II de Robert Klane : Arthur Hummel
- 1993 : Les aventuriers de l'Amazone (Eight Hundred Leagues Down the Amazon) de Luis Llosa : Garral
- 1994 : In the Heat of Passion II: Unfaithful de Catherine Cyran : Phillip
- 1995 : Project: Metalbeast (en) d'Alessandro De Gaetano : Miller
- 1996 : Espions en herbe (The Secret Agent Club) de John Murlowski : Vincent Scarletti
- 1996 : Agent zéro zéro (Spy Hard) de Rick Friedberg : Norman Coleman
- 2003 : The Skulls 3 (vidéo) de J. Miles Dale : Nathan Lloyd
- 2003 : Les 101 Dalmatiens 2 : Sur la trace des héros (101 Dalmatians II: Patch's London Adventure) (vidéo) : Thunderbolt (voix)
- 2003 : Swing (en) de Martin Guigui : Freddie
- 2004 : Chestnut: Hero of Central Park (en) de Robert Vince (en) : Thomas Trundle
- 2006 : Spymate de Robert Vince (en) : The President
- 2007 : Evening de Lajos Koltai : Mr. Wittenborn
- 2007 : Nancy Drew d'Andrew Fleming : Dashiel Zachary Biedermeyer
- 2007 : Un jour sur Terre (Earth) (sortie américaine en 2009) d'Alastair Fothergill
- 2008 : Baggage de Stephen Polk (en) : Pete Murphy
- 2009 : Hannah Montana, le film (Hannah Montana: The Movie) de Peter Chelsom : M. Bradley
- 2010 : 2010: Moby Dick (film) de Trey Stokes : Commandant John Achab
- 2013: Teen Beach Movie (Original Movie): Big Poppa
- 2015 : Tales of Halloween
- 2020 : American Pie Présente : Girls Power (American Pie Presents: Girls' Rules) de Mike Elliott
- 2021 : Que souffle la romance (Single All The Way) de Michael Mayer : Harold

### Télévision

#### Séries télévisées
- 1978 : Razzmatazz : Host
- 1978 : Drôles de dames (Charlie's Angels) : Ted Machlin
- 1979 : Hawaï police d'État (Hawaii Five-O) : Lucas Sandover
- 1980 : Scrupules (Scruples) : Spider Elliott
- 1981 : Foul Play : Tucker Pendleton III
- 1982 : American Playhouse : Steelworker
- 1984 : George Washington (en) : Gen. George Washington
- 1984 : L'espace d'une vie (A Woman of Substance) : Maj. Paul McGill
- 1986 : Le Voyageur (The Hitchhiker) : Tony Lynch
- 1986 : Dads (série télévisée) : Rick Armstrong
- 1987 : À nous deux, Manhattan (I'll Take Manhattan) : Zachary Amberville
- 1989 : Les Orages de la Guerre (War and Remembrance) : 'Lady' Aster
- 1989 : Le Secret de Château Valmont (Till We Meet Again) : Terrence 'Mac' McGuire
- 1992 : The Golden Palace : Nick DeCarlo
- 1995 : Une maman formidable (Grace Under Fire) : Prof. Jack Drayson
- 1995 : High Society : Mark Finnegan
- 1996 : Lexx : Thodin
- 1996-2002 : Spin City : le Maire Randall M. Winston Jr.
- 1998 : Batman (The New Batman Adventures) : Irv Kleinman
- 1999 : TV business (Beggars and Choosers)
- 2002 : Spy Girls (She Spies) : Gouverneur Gary McNamara
- 2003 : Baby Bob (en) : Jack Collins
- 2003 : Less Than Perfect : Max Damarius
- 2003 : Scrubs : Mr. Randolph
- 2004 : New York, unité spéciale (Law & Order: Special Victims Unit) : avocat de la défense Oliver Gates (saison 5, épisodes 13 et 24)
- 2005 : Cold Case : Affaires classées (Cold Case) : Roy Brigham Anthony 2005
- 2005 : Las Vegas : Martin
- 2005 : New York, unité spéciale : avocat de la défense Oliver Gates (saison 6, épisode 14)
- 2006 : Out of Practice : Gavin
- 2006 : Ce que j'aime chez toi (What I Like About You) : Dad
- 2006 : Three Moons Over Milford (en)
- 2006 : New York, unité spéciale : avocat de la défense Oliver Gates (saison 7, épisode 16)
- 2007 : New York, unité spéciale : avocat de la défense Oliver Gates (saison 8, épisode 21)
- 2007 : Phinéas et Ferb (Phineas and Ferb) : Grand-père Clyde
- 2008 : Ugly Betty : Roger Adams
- 2009 : Supernatural : Jay (saison 4, épisode 12)
- 2010 : Nip/Tuck : Andy Hoberman
- 2010-2014 : Cougar Town : Roger Frank
- 2011 : Glee : saison 2 épisode 5
- 2012 : Scandal : Jerry Grant
- 2015 : New Girl : saison 4 épisode 11 - Robert Goodwin
- 2016-2017: Girlfriends' Guide to Divorce : George
- 2017 : American Housewife : Thomas
- 2017 : The Great Indoors : Mather
- 2018 : Will et Grace : Jerry Wise

#### Téléfilms
- 1970 : The Klowns
- 1977 : The Quinns : Bill Quinn
- 1974 : Slither : Dick Kanipsia
- 1974 : The Chadwick Family : Tom McTaggert
- 1979 : Murder by Natural Causes (en) : Gil Weston
- 1979 : You Can't Take It with You (it) : Anthony Kirby, Jr.
- 1980 : Rupture fatale (Once Upon a Family) : Henry Demerjian
- 1980 : The Silent Lovers : John Gilbert
- 1981 : Drapeau rouge - L'ultime manœuvre (Red Flag: The Ultimate Game) : Maj. Jay Rivers
- 1983 : Summer Girl : Gavin Shelburne
- 1983 : La vie secrète d'une étudiante (An Uncommon Love) : M. Kinser
- 1985 : Prête-moi ta vie (Deceptions) : Grant Roberts
- 1986 : Betrayed by Innocence : Nick DeLeon
- 1986 : Pleasures : Ben Scott
- 1986 : George Washington II: The Forging of a Nation : George Washington
- 1988 : Body of Evidence : Alex Dwyer
- 1988 : Addicted to His Love : Larry Hogan
- 1989 : Les femmes de Papa (Parent Trap III) : Jeffrey Wyatt
- 1989 : Parent Trap: Hawaiian Honeymoon : Jeffrey Wyatt
- 1990 : Les Ailes des héros (The Great Air Race) : Roscoe Turner
- 1990 : Aladdin : Génie de la lampe / Génie de l'anneau
- 1990 : Challenger : Comm. Francis R. (Dick) Scobee
- 1991 : Captive : Paul Plunk
- 1993 : Femme fatale (en) (Praying Mantis) : Don McAndrews
- 1993 : Between Love and Hate : Justin Conrad
- 1993 : Le dernier sous-marin (Das letzte U-Boot) : Capt. Hawkins
- 1994 : Danielle Steel: Il était une fois l'amour (Once in a Lifetime) : Dr Matthew Dane
- 1995 : 919 Fifth Avenue : M. Lawrence Van Degen
- 1995 : The Secretary : Eric Bradford
- 1995 : Le retour de Rick Hunter (The Return of Hunter) : Matt Sherry
- 1996 : Un Noël pas comme les autres (A Different Kind of Christmas) : Frank Mallory
- 1998 : One Hot Summer Night : Art Brooks
- 1998 : Des hommes en blanc (Men in White) : Président Smith
- 2001 : Disney's California Adventure TV Special
- 2003 : The Afterlife : Stan Franklin (voix)
- 2004 : Spellbound
- 2005 : A Capitol Fourth
- 2006 : The 12th Man : Pete
- 2007 : The News : Harvey Deegan
- 2007 : L'Amour à l'horizon (Love Is a Four Letter Word) : Martin Harper
- 2008 : Menace sur Washington (Depth Charge) : Président Taylor
- 2010 : Le Trésor secret de la montagne (Secrets of the Mountain) : Henry Beecham
- 2013 : Tempête à Las Vegas (Blast Vegas) : Sal
- 2014 : Teen Beach Movie : Big popa
- 2015 : Romance sous les étoiles (Love Under the Stars) : Walt
- 2016 : Skirtchasers : Damien Samuels
- 2017 : Vous avez un message : un héritage inattendu (Signed, Sealed, Delivered: Home Again) : Bill Haywith
- 2017 : Noël dans tes bras (Christmas in Mississippi) : M. Kriss
- 2018 : Vous avez un message : vive les mariés ! (Signed, Sealed, Delivered: To the Altar) : Bill
- 2019 : A Christmas Miracle : Santa Dean Wannamaker
- 2019 : Un Noël pour te retrouver (Christmas in Louisiana) : Timothy